# Tamaricades turphanus
Tamaricades turphanus är en insektsart som beskrevs av Mitjaev 1999. Tamaricades turphanus ingår i släktet Tamaricades och familjen dvärgstritar. Inga underarter finns listade i Catalogue of Life.